# 11e étape du Tour d'Espagne 2004
Pour un article plus général, voir Tour d'Espagne 2004.
La 11e étape du Tour d'Espagne 2004 a eu lieu le 14 septembre 2004 entre la ville de Sant Vicent del Raspeig et celle de Caravaca de la Cruz sur une distance de 165 km. Elle a été remportée par l'Américain David Zabriskie (US Postal Service-Berry Floor) devant l'Italien Alessandro Petacchi (Fassa Bortolo) et l'Australien Stuart O'Grady (Cofidis-Le Crédit par Téléphone). Floyd Landis (US Postal Service-Berry Floor) converse le maillot de leader du classement général à l'issue de l'étape.

## Classement de l'étape
| \| Classement de l'étape \| Classement de l'étape \| Classement de l'étape \| Classement de l'étape \| Classement de l'étape \| \| Coureur \| Coureur \| Pays \| Équipe \| Temps \| \| --------------------- \| --------------------- \| --------------------- \| ---------------------------------- \| --------------------- \| \| 1er \| David Zabriskie \| États-Unis \| US Postal Service-Berry Floor \| DQ \| \| 2e \| Alessandro Petacchi \| Italie \| Fassa Bortolo \| + 1 min 11 s \| \| 3e \| Stuart O'Grady \| Australie \| Cofidis-Le Crédit par Téléphone \| + 1 min 11 s \| \| 4e \| Marco Zanotti \| Italie \| Vini Caldirola-Nobili Rubinetterie \| + 1 min 11 s \| \| 5e \| Erik Zabel \| Allemagne \| T-Mobile \| + 1 min 11 s \| \| 6e \| Stefano Garzelli \| Italie \| Vini Caldirola-Nobili Rubinetterie \| + 1 min 11 s \| \| 7e \| Jorge Ferrío \| Espagne \| Costa de Almería-Paternina \| + 1 min 11 s \| \| 8e \| Erki Pütsep \| Estonie \| AG2R Prévoyance \| + 1 min 11 s \| \| 9e \| Aitor Pérez Arrieta \| Espagne \| Cafés Baqué \| + 1 min 11 s \| \| 10e \| Antonio Cruz \| États-Unis \| US Postal Service-Berry Floor \| + 1 min 11 s \| |                     |            |                                    |              |
| |                     |            |                                    |              |
| |                     |            |                                    |              |
| Classement de l'étape |                     |            |                                    |              |
| Coureur | Coureur             | Pays       | Équipe                             | Temps        |
| 1er | David Zabriskie     | États-Unis | US Postal Service-Berry Floor      | DQ           |
| 2e | Alessandro Petacchi | Italie     | Fassa Bortolo                      | + 1 min 11 s |
| 3e | Stuart O'Grady      | Australie  | Cofidis-Le Crédit par Téléphone    | + 1 min 11 s |
| 4e | Marco Zanotti       | Italie     | Vini Caldirola-Nobili Rubinetterie | + 1 min 11 s |
| 5e | Erik Zabel          | Allemagne  | T-Mobile                           | + 1 min 11 s |
| 6e | Stefano Garzelli    | Italie     | Vini Caldirola-Nobili Rubinetterie | + 1 min 11 s |
| 7e | Jorge Ferrío        | Espagne    | Costa de Almería-Paternina         | + 1 min 11 s |
| 8e | Erki Pütsep         | Estonie    | AG2R Prévoyance                    | + 1 min 11 s |
| 9e | Aitor Pérez Arrieta | Espagne    | Cafés Baqué                        | + 1 min 11 s |
| 10e | Antonio Cruz        | États-Unis | US Postal Service-Berry Floor      | + 1 min 11 s |

## Classement général
| \| Classement général \| Classement général \| Classement général \| Classement général \| Classement général \| \| Coureur \| Coureur \| Pays \| Équipe \| Temps \| \| ------------------ \| -------------------------- \| ------------------ \| ----------------------------- \| ------------------ \| \| 1er \| Floyd Landis \| États-Unis \| US Postal Service-Berry Floor \| 40 h 30 min 33 s \| \| 2e \| Alejandro Valverde \| Espagne \| Comunidad Valenciana-Kelme \| + 9 s \| \| 3e \| Francisco Mancebo \| Espagne \| Illes Balears-Banesto \| + 29 s \| \| 4e \| Isidro Nozal \| Espagne \| Liberty Seguros \| + 32 s \| \| 5e \| Roberto Heras \| Espagne \| Liberty Seguros \| + 47 s \| \| 6e \| Manuel Beltrán \| Espagne \| US Postal Service-Berry Floor \| + 59 s \| \| 7e \| Carlos Sastre \| Espagne \| CSC \| + 1 min 35 s \| \| 8e \| Denis Menchov \| Russie \| Illes Balears-Banesto \| + 2 min 42 s \| \| 9e \| Aitor González \| Espagne \| Fassa Bortolo \| + 2 min 50 s \| \| 10e \| José Ángel Gómez Marchante \| Espagne \| Costa de Almería-Paternina \| + 4 min 16 s \| |                            |            |                               |                  |
| |                            |            |                               |                  |
| |                            |            |                               |                  |
| Classement général |                            |            |                               |                  |
| Coureur | Coureur                    | Pays       | Équipe                        | Temps            |
| 1er | Floyd Landis               | États-Unis | US Postal Service-Berry Floor | 40 h 30 min 33 s |
| 2e | Alejandro Valverde         | Espagne    | Comunidad Valenciana-Kelme    | + 9 s            |
| 3e | Francisco Mancebo          | Espagne    | Illes Balears-Banesto         | + 29 s           |
| 4e | Isidro Nozal               | Espagne    | Liberty Seguros               | + 32 s           |
| 5e | Roberto Heras              | Espagne    | Liberty Seguros               | + 47 s           |
| 6e | Manuel Beltrán             | Espagne    | US Postal Service-Berry Floor | + 59 s           |
| 7e | Carlos Sastre              | Espagne    | CSC                           | + 1 min 35 s     |
| 8e | Denis Menchov              | Russie     | Illes Balears-Banesto         | + 2 min 42 s     |
| 9e | Aitor González             | Espagne    | Fassa Bortolo                 | + 2 min 50 s     |
| 10e | José Ángel Gómez Marchante | Espagne    | Costa de Almería-Paternina    | + 4 min 16 s     |

## Classements annexes
| Classement par points | Classement par points | Classement par points | Classement par points           | Classement par points |
| Coureur               | Coureur               | Pays                  | Équipe                          | Points                |
| --------------------- | --------------------- | --------------------- | ------------------------------- | --------------------- |
| 1er                   | Stuart O'Grady        | Australie             | Cofidis-Le Crédit par Téléphone | 130 pts               |
| 2e                    | Erik Zabel            | Allemagne             | T-Mobile                        | 128 pts               |
| 3e                    | Óscar Freire          | Espagne               | Rabobank                        | 108 pts               |
| 4e                    | Alessandro Petacchi   | Italie                | Fassa Bortolo                   | 95 pts                |
| 5e                    | Alejandro Valverde    | Espagne               | Comunidad Valenciana-Kelme      | 72 pts                |

| Classement par points | Classement par points | Classement par points | Classement par points           | Classement par points |
| Coureur               | Coureur               | Pays                  | Équipe                          | Points                |
| --------------------- | --------------------- | --------------------- | ------------------------------- | --------------------- |
| 1er                   | Stuart O'Grady        | Australie             | Cofidis-Le Crédit par Téléphone | 130 pts               |
| 2e                    | Erik Zabel            | Allemagne             | T-Mobile                        | 128 pts               |
| 3e                    | Óscar Freire          | Espagne               | Rabobank                        | 108 pts               |
| 4e                    | Alessandro Petacchi   | Italie                | Fassa Bortolo                   | 95 pts                |
| 5e                    | Alejandro Valverde    | Espagne               | Comunidad Valenciana-Kelme      | 72 pts                |

| Classement de la montagne | Classement de la montagne | Classement de la montagne | Classement de la montagne  | Classement de la montagne |
| Coureur                   | Coureur                   | Pays                      | Équipe                     | Points                    |
| ------------------------- | ------------------------- | ------------------------- | -------------------------- | ------------------------- |
| 1er                       | José Miguel Elías         | Espagne                   | Relax-Bodysol              | 48 pts                    |
| 2e                        | Eladio Jiménez            | Espagne                   | Comunidad Valenciana-Kelme | 38 pts                    |
| 3e                        | David Fernández Domingo   | Espagne                   | Costa de Almería-Paternina | 35 pts                    |
| 4e                        | Francisco Mancebo         | Espagne                   | Illes Balears-Banesto      | 33 pts                    |
| 5e                        | Félix Cárdenas            | Colombie                  | Cafés Baqué                | 32 pts                    |

| Classement de la montagne | Classement de la montagne | Classement de la montagne | Classement de la montagne  | Classement de la montagne |
| Coureur                   | Coureur                   | Pays                      | Équipe                     | Points                    |
| ------------------------- | ------------------------- | ------------------------- | -------------------------- | ------------------------- |
| 1er                       | José Miguel Elías         | Espagne                   | Relax-Bodysol              | 48 pts                    |
| 2e                        | Eladio Jiménez            | Espagne                   | Comunidad Valenciana-Kelme | 38 pts                    |
| 3e                        | David Fernández Domingo   | Espagne                   | Costa de Almería-Paternina | 35 pts                    |
| 4e                        | Francisco Mancebo         | Espagne                   | Illes Balears-Banesto      | 33 pts                    |
| 5e                        | Félix Cárdenas            | Colombie                  | Cafés Baqué                | 32 pts                    |

| Classement du combiné | Classement du combiné | Classement du combiné | Classement du combiné      | Classement du combiné |
| Coureur               | Coureur               | Pays                  | Équipe                     | Points                |
| --------------------- | --------------------- | --------------------- | -------------------------- | --------------------- |
| 1er                   | Alejandro Valverde    | Espagne               | Comunidad Valenciana-Kelme | 19 pts                |
| 2e                    | Francisco Mancebo     | Espagne               | Illes Balears-Banesto      | 19 pts                |
| 3e                    | Roberto Heras         | Espagne               | Liberty Seguros            | 21 pts                |
| 4e                    | Isidro Nozal          | Espagne               | Liberty Seguros            | 23 pts                |
| 5e                    | Denis Menchov         | Russie                | Illes Balears-Banesto      | 26 pts                |

| Classement du combiné | Classement du combiné | Classement du combiné | Classement du combiné      | Classement du combiné |
| Coureur               | Coureur               | Pays                  | Équipe                     | Points                |
| --------------------- | --------------------- | --------------------- | -------------------------- | --------------------- |
| 1er                   | Alejandro Valverde    | Espagne               | Comunidad Valenciana-Kelme | 19 pts                |
| 2e                    | Francisco Mancebo     | Espagne               | Illes Balears-Banesto      | 19 pts                |
| 3e                    | Roberto Heras         | Espagne               | Liberty Seguros            | 21 pts                |
| 4e                    | Isidro Nozal          | Espagne               | Liberty Seguros            | 23 pts                |
| 5e                    | Denis Menchov         | Russie                | Illes Balears-Banesto      | 26 pts                |

| Classement par équipes | Classement par équipes        | Classement par équipes | Classement par équipes |
| Équipe                 | Équipe                        | Pays                   | Temps                  |
| ---------------------- | ----------------------------- | ---------------------- | ---------------------- |
| 1re                    | Comunidad Valenciana-Kelme    | Espagne                | 121 h 32 min 30 s      |
| 2e                     | US Postal Service-Berry Floor | États-Unis             | + 5 min 30 s           |
| 3e                     | Liberty Seguros               | Espagne                | + 8 min 36 s           |
| 4e                     | Illes Balears-Banesto         | Espagne                | + 10 min 16 s          |
| 5e                     | Saunier Duval-Prodir          | Espagne                | + 16 min 24 s          |

| Classement par équipes | Classement par équipes        | Classement par équipes | Classement par équipes |
| Équipe                 | Équipe                        | Pays                   | Temps                  |
| ---------------------- | ----------------------------- | ---------------------- | ---------------------- |
| 1re                    | Comunidad Valenciana-Kelme    | Espagne                | 121 h 32 min 30 s      |
| 2e                     | US Postal Service-Berry Floor | États-Unis             | + 5 min 30 s           |
| 3e                     | Liberty Seguros               | Espagne                | + 8 min 36 s           |
| 4e                     | Illes Balears-Banesto         | Espagne                | + 10 min 16 s          |
| 5e                     | Saunier Duval-Prodir          | Espagne                | + 16 min 24 s          |